# Dischisma struthioloides
Dischisma struthioloides là một loài thực vật có hoa trong họ Huyền sâm. Loài này được Killick mô tả khoa học đầu tiên năm 1958.